# El Poder de Ganar
El poder del 10, también Poder de Ganar (Venezuela), es un programa de concursos en el que los participantes deben acertar el porcentaje de personas que responden una pregunta de diversos temas, según encuestas realizadas, en un rango que varía según se avanza en el juego. 
CBS estrenó en agosto de 2007 Power of Ten, la versión original, con el comediante Drew Carrey (The Drew Carrey Show, Whose Line is it Anyway? y ahora en The Price is Right) como presentador. 
Venezuela es el último país en estrenar este programa cambiándole el nombre a Poder de ganar.

## Esquema de juego
- En la primera pregunta el rango de acierto es de 40%, es decir, si la persona dice que el porcentaje está entre el 20% y el 60%, y la respuesta era 47%, gana 1.000 dólares.
- En la segunda pregunta el rango se reduce a 30%, y el premio, si acierta, se multiplica por 10, es decir, 10.000 dólares, pero si falla se reduce por 10, lo mismo sucede en el resto de las preguntas siguientes.
- En la tercera pregunta el rango es de 20%, y 100.000 dólares como premio.
- En la cuarta pregunta el rango es de 10%, y 1.000.000 de dólares como premio.
- En la quinta y última pregunta no existe un rango, por lo que la persona debe decir el porcentaje exacto de respuesta de la pregunta anterior, es decir, si en la cuarta pregunta el rango era entre 74% y 84%, ahora debe decir cual es el porcentaje exacto de ese rango para ganar 10.000.000 de dólares.

## Emisión en países hispanoparlantes

### Chile
Chilevisión estrenó el 22 de abril de 2008 El Poder del 10, con la conducción de Julián Elfenbein y 100.000.000 de pesos como premio máximo. Se emite todos los martes a las 22:00, y en su capítulo de estreno quedó cuarto en su horario con 11,5 puntos de índice de audiencia según datos de TimeIbope, detrás de los 13 de El día del Coco de TVN, 17,4 de Doctor Vidal, cirugías que curan de Canal 13 y 26,7 de 133, atrapados por la realidad de Mega.

### Colombia
RCN Televisión emite desde el 4 de febrero de 2008 El Poder del 10, Dirección General: Pablo Garro. Con la conducción del actor Diego Trujillo, de lunes a viernes con 1.000.000.000 de pesos como premio máximo.
En mayo de 2008 se lanzó la segunda temporada, la condujo Diego Trujillo pero esta vez fue transmitida los sábados después de las noticias de la 7 p. m..
Actualmente se ha vuelto a emitir los sábados en late night.

### México
Azteca 13 estrenó el 11 de mayo de 2008 El Poder del 10, Dirección General: Pablo Garro. Con la conducción del actor Omar Germenos, los domingos a las 21:00, con 1.000.000 de pesos como premio, pero no paso mucho tiempo antes de que fuera removido por falta de audiencia.

### Venezuela
Venevisión estrenó 18 de septiembre de 2008 El Poder de Ganar, con la conducción del animador Leonardo Villalobos, los jueves a las 20:00, con 400.000 Bolívares fuertes como premio (400.000.000 bs), actualmente no está siendo transmitido.

### Otros países
En España se planea realizar una versión que llevaría por nombre Energía de 10.